# ワルツ所沢
ワルツ所沢（英語: WALTZ Tokorozawa）は、埼玉県所沢市日吉町に立地するショッピングセンターである。所沢市とそごう・西武などの民間企業による第三セクターである「株式会社ワルツ所沢」が管理・運営しており、そごう・西武の「西武所沢S.C.」（旧西武所沢店）と専門店で構成されている。

## 概要
所沢市近代化構想の一環として計画された所沢駅西口第一種市街地再開発事業に、1980年に西武百貨店（当時）が参画を要請され、受諾したことから事業がスタート。1983年に建設が開始され、1986年4月に完成・オープンした。
地元専門店とともに核店舗としてオープンした所沢店は、西武百貨店にとって有楽町西武、つかしんの開発で得られた街づくりのノウハウを集積した店舗となった。有楽町西武は「情報」、つかしんが「エンターテイメント」を軸にして開発されたが、所沢店は「コミュニティ・生活」をテーマとして開発が進められ、市民にとっての「生活情報館」としての特性が持たされた。1階の情報サービスコーナーは夜8時まで、レストラン街は夜11時までと、フロアによって営業時間帯を分け、さらにCCTVによる店内環境演出等の技術が、有楽町西武、つかしんなどから受け継がれた。また8階には「シネセゾン所沢」も併設された（2003年5月28日閉館）。
投資額209億円の所沢店は、開店2年目に売上高219億円を上げ、早期収益化のめどがついた。

### 業態転換
Grand Emio所沢の全面開業を控え、2019年秋、既存の西武所沢店を、百貨店と専門店を組み合わせた「西武所沢S.C」に、段階的にリニューアルした。業態転換によって直営売場の面積を減らして、専門店の面積が25%から75%に大幅に拡大され、ビックカメラやGUなど新たに50店舗が出店した。

### 愛称
愛称の「ワルツ」は、「武蔵野の森と狭山丘陵、狭山湖などの自然に恵まれた所沢がウィーンのようなイメージをもつ街になって欲しい」との期待を担うものとして、公募で選ばれ、名付けられた。

## 売場
- 8F:ワルツ専門店、銀座山野楽器、清元／西武所沢S.C.専門店・西武直営ショップ（所沢YTJホール[8]ほか）
- 7F:ワルツ専門店／西武所沢S.C.専門店（ユザワヤほか）、西武直営ショップ（クラブ・オン・デスク、池袋ギフトショップほか）
- 6F:西武所沢S.C.専門店（ビックカメラ）
- 5F:西武所沢S.C.専門店（ロフト、JINS、GU、ABCマート）
- 4F:ワルツ専門店　カフェコスモ／西武所沢S.C.専門店（無印良品）・西武直営ショップ（キッチン雑貨）
- 3F:西武所沢S.C.専門店・西武直営ショップ（婦人服・紳士服・洋品雑貨）
- 2F:西武所沢S.C.専門店・西武直営ショップ（化粧品・婦人服・雑貨）
- 1F:ワルツ専門店（三恵不動産・ジュエリーツツミ・チャンスセンター）／西武所沢S.C.専門店・西武直営ショップ（「西武食品館」）
- B1F:ワルツ専門店（藤井園・かむろとうふ）／西武所沢S.C.専門店・西武直営ショップ（「西武食品館」）
- B3-B2F:ワルツ地下駐車場